# Weiju
Weiju (ur. XI w., zm. XII w.) – chińska mniszka chan

## Życiorys
Weiju pochodziła z Zhidong. Była córką uczonego. Interesowała się sprawami duchowymi, jednak rodzina nie pozwalała na jej mnisią ordynację. Została wydana za mąż za wnuka premiera, ale powróciła do domu, prosząc o zezwolenie na zostanie mniszką. Po odmowie praktykowała przez wiele lat w domu. Po śmierci rodziców zwróciła się do brata o zgodę, ale brat również odmówił. Mogła jednak praktykować u różnych nauczycieli jako świecka kobieta. Otrzymała nawet buddyjskie imię Kongshi. Ostatecznie została mniszką, gdy zmarł jej brat. Przyjęła imię Weiju.
Jeszcze jako świecka buddystka była już znana i szanowana przez mistrzów chan. Została uczennicą mistrza chan z linii przekazu szkoły linji Sixina Wuxina (1044–1115) i osiągnęła oświecenie. Współcześni jej mistrzowie chan, tacy jak Yuanwu Keqin (1063–1135) i Foyan Qingyuan (1067–1120) wypowiadali się o niej z wielkim szacunkiem.
Wybrała ostatecznie życie mniszki poza klasztorem. Pod koniec swojego życia - pomiędzy 1111 a 1118 rokiem – otworzyła publiczną łaźnię. Na drzwiach wejściowych napisała:
| Nic nie istnieje, więc co obmywasz? Jeśli jest tam nawet najmniejszy ślad kurzu, skąd pochodzi? Powiedz jedno głębokie zdanie, a wtedy wejdziesz do łaźni. Dawne duchy mogą jedynie poskrobać twoje plecy; Jak ja, założycielka, oświecę twój umysł? Jeśli chcesz osiągnąć stan wolności od kurzu, Najpierw powinieneś pozwolić wypocić się wszystkim częściom ciała. Uważa się, że woda może zmyć kurz, Jednak jak ludzie zrozumieją, że woda jest także kurzem? Nawet jeśli nagle zetrzesz [różnicę pomiędzy] wodą a kurzem, Musisz wciąż zmywać to całkowicie, gdy tu przyjdziesz. |

Otworzenie łaźni dało jej okazję do uczenia chanu i zrealizowania się jako nauczycielki chan. Nauczała tam ludzi świeckich, mnichów, a nawet jej patronów, gdy praktykowała chan. Było to prawdziwe "wyjście na świat" (chiń. chushi).

## Linia przekazu Dharmy zen
Pierwsza liczba oznacza liczbę pokoleń od Pierwszego Patriarchy chan w Indiach Mahakaśjapy.
Druga liczba oznacza liczbę pokoleń od Pierwszego Patriarchy chan w Chinach Bodhidharmy.
Trzecia liczba oznacza początek nowej linii przekazu w innym kraju.
- 46/19. Huitang Zuxin (1024–1100) (Huanglong Zuxin)

- 47/20. Huanglong Shixin (zm. 1139)
- 47/20. Sixin Wuxin (1044–1115) (Huanglong Wuxin)

- 48/21. Weiju (bd) mniszka
- 48/21. Linguan Weiqing (zm. 1117)

- 49/22. Changling Shouzhuo (ok. 1060–1130)

- 50/23. Wushi Jiechen (ok. 1080–1150)

- 51/24. Xinwen Tanbi (Tanfen?) (ok. 1100–1170)

- 52/25. Xue’an Congjin (ok. 1115–1185)

- 53/26. Xu’an Huaichang (Huaibi) (ok. 1125–1195)

- 54/27/1. Eisai Myōan (1141–1225) Japonia. Szkoła rinzai.